# Культура повседневности
Культура повседневности — совокупность характерных для обыденной жизни людей социальных практик (поведения, мышления, речи, труда, отдыха и так далее), наряду с отклонениями от этих практик, которые могут представлять интерес как потенциальный источник обновления культуры. Культура повседневности существует только в контексте конкретной культурно-исторической эпохи: элементы её воспринимаются людьми как единый мир само собой разумеющихся, не подлежащих сомнению привычек (в том числе мыслительных), объединяемых понятием здравого смысла.
Культура повседневности — важный предмет изучения для такой дисциплины, как история культуры. Как одно из направлений может рассматриваться теория моды.
Термин представляет собой мир привычек поведения и мышления — и в общественной жизни, и в частном быту. Этот жизненный целостный мир общих значений и смыслов, социальный и культурный мир, который воспринимается людьми как безусловный, не подлежащий сомнению (sensus communis). История культуры рассматривает культуру повседневности как пространство человеческой жизнедеятельности — её естественное и самоочевидное условие. Такой подход предоставил возможность изучать типичные, повторяющиеся, обыденные формы практики, которые ранее оставались на периферии классических гуманитарных дисциплин.

## История
Термин «повседневность» (Alltäglichkeit) впервые употреблён в феноменологии Э. Гуссерля и А. Шюца в исследовании по социологии, в котором «жизненный мир» — это мир опыта живого деятельного субъекта, непосредственная «интуитивная среда» взаимодействий. В гуманитарное знание понятие повседневности широко вошло в 1960‑е годы как показатель «антропологического поворота» науки.
Философский и культурологический подход к понятию «культура повседневности» произошёл относительно недавно, в начале XX века, хотя основы эмпирического представления о феномене и его отделение от «культуры обыденности» заложил немецкий философ Иоганн Готфрид Гердер, создавший первую культурологическую теорию в серии трудов «Идеи к философии истории человечества» (т. 1-4, 1784—1791). В них он описал различные культуры мира — народов Азии, римлян и греков, славянских, германских и других народов. В трудах были приведены достижения людей разных континентов (искусство, наука, философия), описаны их быт, религия, обычаи и т. д. Наряду с равноправным подходом автор давал общее представление культурологического характера.
Выход в свет труда Якоба Буркхардта «Культура Италии в эпоху Возрождения» (1860) закрепил традицию описывать не только исторические факты и государственное устройство, но и нравы, домашние занятия, праздники и религию людей разных стран. Книга профессора Берлинской академии художеств Германа Вейса «История цивилизации» (1856—1872) после выхода обрела культурологический смысл и утвердила мысль исследователей о том, что культура быта — неотъемлемая часть культуры народов. Работы голландского историка Йохана Хёйзинги «Осень средневековья» (1919), немецкого философа и историка культуры Освальда Шпенглера (т. 1-2, 1918—1922) развили понятие культурологии.
О культуре противоположное мнение высказывал З. Фрейд, вносили критические замечания Л. Морган в труде «Древнее общество…» (1877), Ф. Энгельс в «Происхождение семьи, частной собственности и государства», Р. Линтон, К. Клакхон и У. Келли («Культура: Критический обзор концепций и определений», 1952) и многие другие. По мнению исследователя Лукова М. В. термин «культура повседневности» — это «весь объём культуры, актуализированной в человеческой жизнедеятельности сегодняшнего дня, здесь и сейчас, тогда как под „обыденной культурой“ логично понимать ту сферу культурной жизни, которая связана с бытом и обыденным сознанием».
В 1970-е годы в немецкой историографии сложился подход к изучению повседневности с историко-культурной позиции, когда учёные стали проявлять интерес к микроистории, изучая малые группы населения, семьи и отдельных людей, включая в процесс не только типичные черты, но и индивидуальные отличия. В 1970—1980-е годы гуманитарии разных стран в историко-культурном изучении повседневности рассматривают историю и культуру «изнутри», помещая в центр внимания рядового человека.

## Материальная структура
Существует несколько подходов для детальных исследований, связанных с термином «культура повседневности»:
- подход, основанный на философии и культурологии, соединяющий отдельные элементы человеческого бытия в единую взаимосвязанную систему;
- общее представление о культуре — описание быта, культуры, религии и так далее, на основе равноправия культур разных народов и эпох;
- реально-практические формы жизни, представляющие основу для этнографии, проводящей анализ на основе материальной среды и мира вещей, праздников, развлечений, обрядов и так далее;
- обыденная культура, связанная со средой обитания: условия жизни (предметы обихода, домашняя утварь, жилище и так далее); культура питания (напитки и пища, запреты и ограничения в еде, культура поведения за столом); внешний вид и одежда; здоровье, медицина; производство, техника и ремёсла; экономическая система и технические достижения, их влияние на уровень жизни и так далее).

Материальная жизнь — это люди и вещи, вещи и люди. Изучить вещи — пищу, жилища, одежду, предметы роскоши, орудия, денежные средства, планы деревень и городов — словом, всё, что служит человеку, — не единственный способ ощутить его повседневное существование.
— Ф. Бродель.
Культура повседневности связывает людей не только с обыденностью, но и с семейным воспитанием, мировосприятием, общепринятыми нормами — как выдающихся деятелей, так и обычных людей, и определяется не только хозяйственным строем, бытовым укладом и традиционными формами развлечений, присущими эпохе, но и семейным воспитанием, мировоззрением и религиозными представлениями

## Методология и особенности
Исследование культуры повседневности затруднено отсутствием чёткого определения самого термина и круга изучаемых явлений. Классическая этнологическая история быта должна включать такие составляющие, как эмоциональный, поведенческий и ментальный, сочетая исследования со случайным, единичным и казуальным и вписывая их в более широкий контекст. Событийный уровень истории, неизбежный для исследований, история культуры повседневности соединяет с анализом устойчивых и повторяющихся форм действий.
Сложность методологического перехода между микро- и макроисследованиями обусловлена отсутствием новых методов, приёмов, а иногда и новых источников, так как не выработаны способы извлечения информации. При исследовании истории культуры повседневности важно сочетать различные методы работы с классическими источниками, конкретными современными или древними источниками и поставленными задачами, которые не имеют единообразия и зависят от внутренних направлений. Поэтому используются разные методы: применяемые в этнологии; детализирующее повествование; математический анализ. При исследованиях учёные используют такие информативные источники, как поваренные книги, истории болезни, рекламные кампании, женские и семейные журналы; используют метод опроса, статистику и публицистику. Культура повседневности — область гуманитарного знания, которая активно развивается, исследования носят, в большинстве случаев, междисциплинарный характер.

## Культура повседневности и теория моды
Культура повседневности также может рассматриваться как одно из направлений в теории моды. Оно связано с изучением культурных ритуалов и социальных практик повседневной культуры. Бытовое поведение может рассматриваться как основа моды, как ее возможный источник. Изучение повседневности связано с исследованием культурных практик обыденной жизни и причинами их различия и изменения в различные исторические периоды.

## Комментарии
1. ↑  Либо, в случае девиаций, как отклонения от этого мира.